# Peter Hla
Peter Hla (* 15. Januar 1952 in Hwary) ist Bischof von Pekhon. 

## Leben
Peter Hla empfing am 8. März 1981 die Priesterweihe. Johannes Paul II. ernannte ihn am 13. März 2001 zum Weihbischof in Taunggyi und Titularbischof von Castellum in Numidia.
Die Bischofsweihe spendete ihm der Apostolische Nuntius in Thailand, Singapur und Kambodscha und Apostolische Delegat in Myanmar, Laos, Brunei Darussalam und Malaysia, Adriano Bernardini, am 15. Dezember desselben Jahres; Mitkonsekratoren waren Matthias U Shwe, Erzbischof von Taunggyi, und Abraham Than, Bischof von Kengtung. 
Papst Benedikt XVI. ernannte ihn am 15. Dezember 2005 zum Bischof von Pekhon.